# Dassensen
Dassensen ist eine Ortschaft der Stadt Einbeck im südniedersächsischen Landkreis Northeim.

## Geografie
Das Dorf Dassensen befindet sich im südwestlichen Teil der Stadt Einbeck und liegt direkt an der Kreisstraße 516.

## Geschichte
Erste Erwähnung findet der Ort im Jahr als Diseldashausen in einer Urkunde des Klosters Corvey um das Jahr 850.
Weitere alte Bezeichnungen von Dassensen sind 1280 Dassenhosen, 1281 Dassenhusen, 1284 Dassenhusen und 1296 Dasenhusen. Der Ortsname besteht aus einer Verbindung des Personennamens Dasso und dem niederdeutschen Grundwort „-husen“, das „bei den Häusern“ oder „Siedlung, Dorf“ bedeutet. Das gelegentlich auf diesem Ort bezogene Diseldahusen gehört zu Delligsen im Landkreis Holzminden.
In der Mitte des 13. Jahrhunderts wird der Ort im Lehensverzeichnis der Edelherren von Schöneberg genannt. Die Edelherren waren mit den im Nachbarort Wellersen begüterten Grafen von Dassel verwandt.
Die frühe Geschichte des Ortes wurde stark geprägt durch die jeweiligen Besitzer der in der Nähe liegenden Burg Grubenhagen auf dem südlich gelegenen Ahlsburg.

### Eingemeindungen
Im Zuge der Gebietsreform in Niedersachsen, die am 1. März 1974 stattfand, wurde die zuvor selbständige Gemeinde Dassensen durch Eingemeindung zur Ortschaft der Stadt Einbeck.

### Einwohnerentwicklung
| Jahr      | 1910  | 1925  | 1933  | 1939  | 1950  | 1956  | 1961  | 1970  | 1973  | 2020   |
| --------- | ----- | ----- | ----- | ----- | ----- | ----- | ----- | ----- | ----- | ------ |
| Einwohner | 443   | 499   | 515   | 481   | 845   | 676   | 660   | 760   | 739   | 584    |
| Quelle    | [ 6 ] | [ 7 ] | [ 7 ] | [ 7 ] | [ 8 ] | [ 8 ] | [ 9 ] | [ 9 ] | [ 1 ] | [ 10 ] |

|  |

## Politik

### Ortsrat
Der Ortsrat von Dassensen setzt sich aus sieben Ratsmitgliedern zusammen. Bei der Kommunalwahl 2021 ergab sich folgende Sitzverteilung:
- SPD: 4 Sitze
- WG Dassensen: 3 Sitze

(Stand: Kommunalwahl 12. September 2021)

### Ortsbürgermeister
Der Ortsbürgermeister ist Manfred Sudhoff (SPD).

### Wappen
| Wappen von Dassensen | Blasonierung: „In Blau ein silberner Eimer auf silbernem Brunnen, beseitet rechts von einem goldenen Eichenblatt, belegt mit einer goldenen Eichel, und links von einer goldenen Ähre.“ |
| Wappen von Dassensen | Wappenbegründung: noch offen |

## Kultur und Sehenswürdigkeiten

### Bauwerke

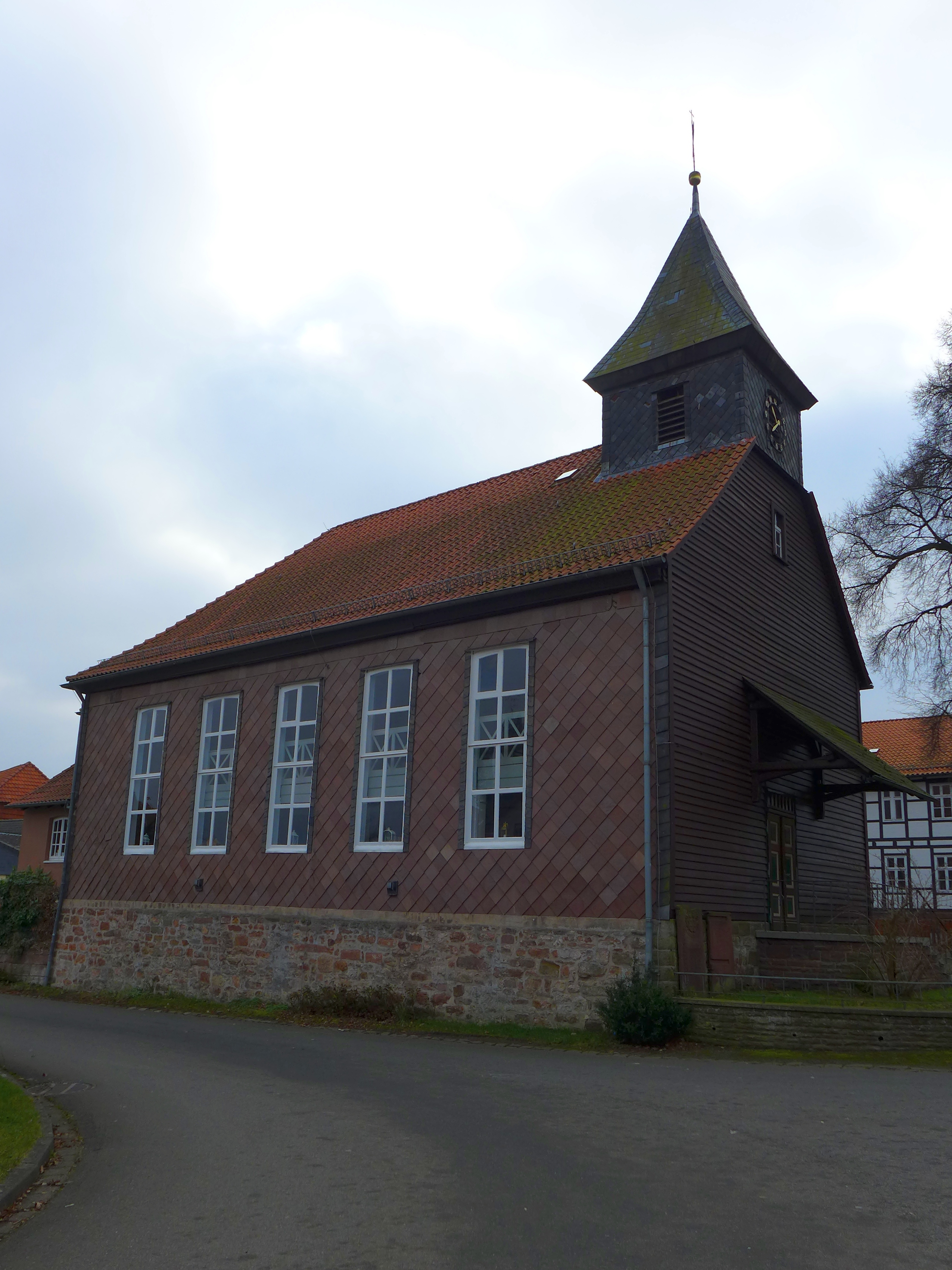
Dassenser Kirche

- Die Kirche wurde im Jahr 1800 fertiggestellt und enthält einen barocken Altar mit einem wertvollen Kruzifix.
- Bereits 1870 stand in Dassensen etwa 300 m östlich der Kirche ein, bereits stark verfallenes, Gebäude, welches die „Klus“ genannt wurde. Knapp hundert Jahre später zeichnete sich der Bau durch einen schlechten, bröckligen Mörtel aus, sodass sein Abriss eingeleitet wurde. Von der einstigen „Klus“ waren zu diesem Zeitpunkt nur noch die Umfassungsmauern erhalten, welche die Maße von etwa 14,5 × 12 m aufzeigten, die Höhe bis zur Dachtraufe betrug knapp 10 m. Es besaß ein Erd-, Ober- sowie ein zweites, niedrigeres Obergeschoss, wobei in der mittleren Etage Reste eines Kamins erhalten waren, das Erdgeschoss wies auf der südlichen Längsseite eine Reise kleiner Mauerscharten auf, darüber deuteten Umrisse ein spitzbogiges Fenster auf, die andere Längsseite erhielt einst eine spitzbogige Tür. An der westlichen Giebelwand zierte je ein Fenster die Außenfassade jeder Etage. Die Gebäudeecken und Fensterrahmungen bestanden aus Quadern, im zweiten Fall waren sie abgefast. Das frühere, spätgotische Bauwerk war von einem Graben umgeben. Folgt man dieser Beschreibung, stellt es sich als wahrscheinlich heraus, dass die „Klus“ nach Art eines Muthauses, oder einer Kemenate erbaut wurde. Urkundliche Erwähnungen über ein Muthaus fehlen, dagegen wurde 1441 und 1473 ein Sattelhof in Dassensen genannt. Möglich ist auch, dass das Gebäude Teil des Burgsitzes der Familie von Grube war, welches sich Ende des 16. Jahrhunderts in der Hand derer von Steinberg befand.

### Vereine und regelmäßige Veranstaltungen
Zu den Vereinen gehören der TSV Dassensen und die Sportschützen. Auch wird jedes Jahr am Samstag vor Rosenmontag Karneval gefeiert.